# Karmen Pedaru
Karmen Pedaru, née le 10 mai 1990 à Kehra en Estonie, est un mannequin estonien.

## Biographie

### Enfance
Karmen Pedaru est élevée par sa grand-mère après que sa mère décède quand elle a cinq ans. Son grand-père est un joueur de basketball professionnel et son père est très sportif. Dès son plus jeune âge, elle s'intéresse donc au sport, pratiquant le basket-ball, le football et le handball.

### Carrière
En 2005, elle est découverte par un agent de NEXT Model Management. Elle pose alors dans un éditorial de Teen Vogue. L'année suivante, elle défile pour Christopher Kane (en).
En 2008, elle pose pour des publicités de Y-3, New Man et Dolce&Gabbana. Elle défile pour quarante-trois marques et créateurs, dont Marc Jacobs, Donna Karan et Givenchy ; elle ouvre pour Dries Van Noten et Yves Saint Laurent, Anne Valérie Hash, DKNY, Jonathan Saunders (en), Milly, et Rue du Mail. Elle est en couverture de Tokion (en) et dans des éditoriaux de Jalouse, Velvet, Muse.
En 2009, elle fait la publicité de Missoni, Derek Lam, Jill Stuart et Gucci. Elle pose en couverture des magazines Russh (en), Numéro Korea et Revue des Modes.
En 2010, elle pose pour les marques Costume National (en), Nicole Farhi (en), Jill Stuart, Salvatore Ferragamo, Emporio Armani, Lança, Gap, H&M et Ralph Lauren. Elle défile pour Ohne Titel, Burberry, Dries Van Noten et Givenchy. Elle fait la couverture de The Sunday Telegraph et Numéro Tokyo.
En 2011, elle fait la publicité de Gucci et Gap, et défile plus de cinquante fois, notamment pour Victoria's Secret, John Galliano et Chanel. Elle pose en couverture de Vogue Portugal, Harper's Bazaar et Numéro.
Depuis 2011, elle est l'égérie de Michael Kors.
En 2012, elle tourne dans une publicité de Belstaff avec l'acteur Ewan McGregor, ainsi que dans d'autres pour Gucci, Bottega Veneta, Chloé, H&M, Victoria's Secret, Bergdorf Goodman, Salvatore Ferragamo, Jimmy Choo et Mango. Elle arpente plus de cinquante podiums, dont ceux de Stella McCartney, Bottega Veneta, Fendi et Oscar de la Renta. Elle est en couverture de Vogue Australia et du supplément maillots de bains du numéro de juin/juillet de Vogue Paris.
En 2013, elle fait la publicité de HUGO by Hugo Boss, Massimo Dutti, Elie Saab et True Religion (en). Elle défile une quarantaine de fois, dont pour Hugo Boss, Versace, Burberry, Francesco Scognamiglio et Elie Saab. Elle fait la couverture de i-D, Flair, The Last, Pop, Numéro et quatre éditions de Vogue (Deutschland, Russia, Italia et Turkey).
En 2014, selon le site web models.com, elle est le quatrième meilleur mannequin au monde, et le dix-septième le mieux payé. Elle fait la publicité d'Etro, Gucci, Iro, Francesco Scognamiglio et Michael Kors, et défile pour, entre autres, Givenchy, Emilio Pucci, Balmain et Isabel Marant. Elle est en couverture de Telva (es), Antidote, Vamp, Elle, The Edit, magazine en ligne de Net-a-Porter, Lui, L'Express Styles et W.
Elle pose en couverture du numéro de janvier 2015 de Vogue Deutschland. Deux autres sont éditées : l'une avec Andreea Diaconu et l'autre avec Hilary Rhoda.

### Vie privée
Le 14 décembre 2012, elle se marie avec Riccardo Ruini. Elle porte une robe Yves Saint Laurent.